# Cipriano de Almeida Sebrão
Cipriano de Almeida Sebrão (? — ?) foi um político brasileiro.
Foi presidente da província de Sergipe, de 5 de novembro de 1872 a 8 de março de 1873, de 11 de novembro de 1873 a 15 de janeiro de 1874, e de 30 de abril de 1875 a 24 de fevereiro de 1876.